# Praephilotes
Praephilotes is een geslacht van vlinders van de familie van de Lycaenidae, uit de onderfamilie van de Polyommatinae. Soorten van dit geslacht komen voor in Centraal-Azië.

## Soorten
- P. anthracias (Christoph, 1877)
- P. violacea Howarth & Povolny, 1976